# Nationaal park Khangchendzonga
Het Nationaal park Khangchendzonga is sinds 1977 een nationaal park van India, gelegen in de staat Sikkim. Het park strekt zich uit over de districten West-Sikkim en Noord-Sikkim. Het nationaal park in de Oostelijke Himalaya heeft een oppervlakte van 849,5 km² en ligt in hoogte tussen 1.800 en 8.586 m. 
Het park sluit in het noorden aan op het Qomolangma nationaal natuurreservaat in de Tibetaanse Autonome Regio en in het westen op de Kanchenjunga beschermde zone in Nepal. Het gebied is een aaneensluitend landschap van hoogtevlaktes, oerbossen, valleien, meren, gletsjers en hoge bergtoppen en omvat eveneens op de grens met Nepal de op twee na hoogste bergtop ter wereld, de Kangchenjunga met een hoogte van 8.586 meter.
De Kangchenjunga wordt lokaal als een heilige bergtop vereerd, en het geheel van grotten, rivieren en meren in de omgeving maken deel uit van deze verering die de kern vormt van het geloof van de inheemse bevolking van Sikkim. Doorheen de eeuwen kwam er een vermenging met geloofselementen uit het boeddhisme die mee de identiteit van Sikkim heeft geschapen.
De fauna in het park omvat onder meer himalayamuskusherten, sneeuwpanters, himalayathargeiten, Aziatische wilde honden, lippenberen, civetkatten, Aziatische zwarte beren, rode pandas, kiangs, blauwschapen, bosgemzen, gorals, takins en Russells adders.
Tijdens de 40e sessie van de Commissie voor het Werelderfgoed die doorging in Istanboel in juli 2016 werd het park en een ruimere zone rond het park omwille van enerzijds het geheel van de uitzonderlijk mooie natuurlandschappen en anderzijds de rijke culturele waarde van de als heilig beschouwde top van de Kangchenjunga toegevoegd als gemengd erfgoed aan de werelderfgoedlijst van UNESCO. Het was het eerste als dusdanig erkend gemengd werelderfgoed van India. Een gebied van niet minder dan 1.784 km² werd erkend, met daarrond een beveiligende bufferzone van 1.147 km².
Grotten van Ajanta · Grotten van Ellora · Fort van Agra · Taj Mahal · Zonnetempel van Konárak · Monumentengroep bij Mahabalipuram · Nationaal park Kaziranga · Wildpark Manas · Nationaal Park Keoladeo · Kerken en kloosters van Goa · Monumentengroep bij Khajuraho · Monumentengroep bij Hampi · Fatehpur Sikri · Monumentengroep bij Pattadakal · Grotten van Elephanta · Chola-tempels · Nationaal park Sundarbans · Nationale parken Nanda Devi en Bloemenvallei · Boeddhistische monumenten bij Sanchi · Humayuns tombe, Delhi · Qutb Minar en zijn monumenten, Delhi · Bergspoorwegen van India · Mahabodhitempel · Rotsschuilplaatsen van Bhimbetka · Archeologisch park Champaner-Pavagadh · Chhatrapati Shivaji Terminus (voormalig Victoria Station) · Rode Fortcomplex · Heuvelforten van Rajasthan · Rani ki vav (the Queen’s Stepwell) in Patan, Gujarat · Nationaal park Great Himalayan · Nationaal park Khangchendzonga · Architecturaal werk van Le Corbusier (Hoofdstedelijk gebouwencomplex van Chandigarh) · Archeologische site Nalanda Mahavihara (universiteit van Nalanda) in Nalanda, Bihar · Historische stad Ahmadabad · Ensembles van neogotiek en art deco in Mumbai · De stad Jaipur, Rajasthan · Kakatiya Rudreshwara (Ramappatempel) · Dholavira: een stad van de Harappabeschaving · Moidams - het grafheuvelsysteem van de Ahomdynastie